# Münzdenkschrift
Die Denkschriften über das Münzwesen wurden von Nikolaus Kopernikus zur Beratung des preußischen Landtags, der Hansestädte und des polnischen Königs zuerst in Lateinisch und dann auch in seiner deutschen Muttersprache verfasst.
Kopernikus lebte als Domherr im Fürstbistum Ermland, das von einem Fürstbischof regiert wurde, ein Amt, das sein Onkel Lucas Watzenrode (1447–1512) bekleidet hatte. Dessen Nachfolger als ermländischer Fürstbischof war Fabian von Lossainen (1470–1523); der Fürstbischof war gleichzeitig Vorsitzender der preußischen Landtage von Preußen königlichen Anteils. Hansestädte wie Danzig, Elbing und seine Heimatstadt Thorn prägten eigene Münzen. Durch Handel mit der Hanse, die Verschlechterung der Münzen in den letzten Jahren der Regierung des Deutschen Ordens im Deutschordensstaat Preußen, der 1525 säkularisiert wurde, und starken Handel mit dem weichselaufwärts gelegenen Polen sah man sich Devisenproblemen gegenüber. Der Reiterkrieg (1519 bis 1521) verschlimmerte die Situation des preußischen Münzwesens. Als Sohn eines Kaufmanns, der auch mit großen Mengen Kupfer handelte, war Kopernikus mit der Problematik vertraut.
Schon 1519, im Jahr der Geburt von Sir Thomas Gresham, erkannte der als Domherr, Mathematiker und erst später als Astronom bekannte Kopernikus die später als Gresham’sches Gesetz bekannte Regel, dass „schlechtes Geld“ unter bestimmten Bedingungen „gutes Geld“ mit hohem Edelmetallanteil verdrängt, da letzteres dann eingeschmolzen wird. Er machte sich während seiner Dienstzeit in Allenstein im Ermland Notizen (Tractatus de Monetis Nicolai Copernici) und berichtete darüber 1522 vor dem preußischen Landtag in Graudenz im damaligen dort üblichen Frühneuhochdeutsch. Dies wurde mitprotokolliert, der Vortrag fand Niederschlag in Caspar Schütz’ Historia Rerum Prussicarum und im Danziger Stadtarchiv.
Für den Landtag 1528 wurde das nun in Latein ausformulierte Werke als Monetae cudendae ratio bekanntgegeben und diente der finanzpolitischen Entscheidungsfindung, insbesondere am polnisch-litauischen Hof. Kopernikus plädierte für eine stabile Währungsunion, die mit der Autonomie der Städte nur schwer vereinbar war. Nachdem er auf der Tagung im Oktober 1530 die Position des königlichen Münzverwesers Jost Ludwig Dietz unterstützt hatte, zog sich der mittlerweile 57-Jährige aus den finanzpolitischen Entscheidungsprozessen zurück.
Diese lateinische Schrift wurde erst 1816 in Warschau als Dissertatio de optima monetae cudendae ratione publiziert, wovon nur noch wenige Kopien verfügbar sind. Leopold Prowe hat die deutsche und die lateinische Version der Denkschrift 1875 im zweiten Band seiner zweiteiligen Biographie Nicolaus Coppernicus veröffentlicht.